# Rue aux Fèvres
La rue aux Fèvres est une voie de la commune française de Lisieux, dans le département du Calvados en région Normandie.

## Situation et accès
La rue aux Fèvres relie l'avenue Victor-Hugo à la rue Pont-Mortain.

## Origine du nom
La rue connut son essor au Moyen-Âge où elle devint la rue des artisans du métal, ou « fèvres » (nom issu du latin « faber » qui désigne l'artisan forgeron).

## Historique
La rue aux Fèvres est l'une des plus anciennes de Lisieux, son tracé existait déjà à l'époque gallo-romaine. Après avoir accueilli le travail du métal au Moyen-Âge, elle devint la rue des boulangers ; vers 1770, vingt-neuf boulangers occupaient la rue. La rue resta commerçante jusqu'au XXe siècle, même si les commerces se diversifièrent. La rue était l'une des plus typiques de Lisieux, célèbre pour son architecture préservée et ses maisons à pans de bois. Elle fut entièrement détruite pendant les incendies qui suivirent les bombardements alliés du 6 juin 1944, mais son tracé et son nom subsistent encore, bien qu'elle ne présente plus d'intérêt particulier de nos jours.

## Bâtiments remarquables et lieux de mémoire

### Patrimoine disparu
- No 19 : manoir de la Salamandre, aussi appelé Manoir François Ier (dont la salamandre était un des emblèmes).
- No 21 : remarquable maison à pans de bois.
- Manoir Formeville, construit à la fin du XIVe siècle[3].